# Gonatocerus lissonotus
Gonatocerus lissonotus is een vliesvleugelig insect uit de familie Mymaridae. De wetenschappelijke naam is voor het eerst geldig gepubliceerd in 1988 door Huber.